# Iwan Michailowitsch Obolenski

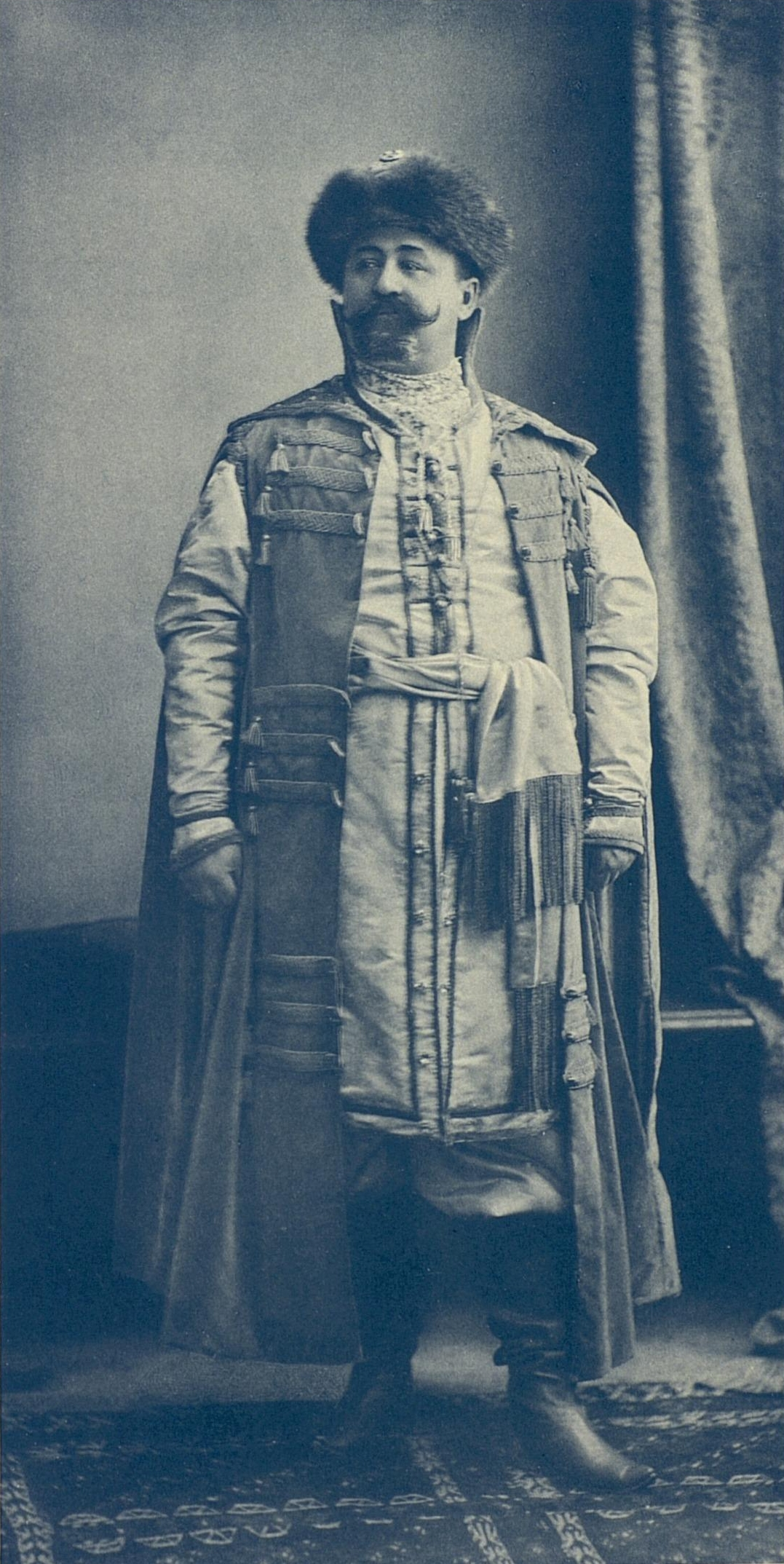
Iwan Obolenski (1903)

Fürst Iwan Michailowitsch Obolenski (russisch Иван Михайлович Оболенский, wiss. Transliteration Ivan Michajlovič Obolenskij; * 2. November 1853 in Moskau; † 27. Februar 1910 in Iwanowka, Oblast Tambow, Russisches Kaiserreich) war ein russischer General und Politiker. Er war von 1904 bis 1905 zaristischer Generalgouverneur Finnlands.

## Herkunft
Iwan Obolenski wurde als Sohn des russischen Aristokraten Michail Alexandrowitsch Obolenski (1821–1886) und seiner Frau, der rumänischen Prinzessin Marioara Sturdza († 1895), geboren. Obolenski gehörte der alteingesessenen Dynastie der Rurikiden an.

## Gouverneur von Charkow
Am 11. August 1902 wurde auf Gouverneur I. M. Obolenski ein Attentat verübt.

## Generalgouverneur in Finnland
Nach der Ermordung des russischen Generalgouverneurs Nikolai Bobrikow im Juni 1904 in Helsinki ernannte Zar Nikolaus II. Obolenski zum neuen Generalgouverneur. Er hatte das Amt vom 18. August 1904 bis zum 18. November 1905 inne. Seine Amtszeit war turbulent. Die russische Revolution von 1905 führte zum „Großen Streik“ in Finnland, der vom 30. Oktober bis zum 6. November große Teile des öffentlichen Lebens lahmlegte. Die Unruhen führten unter Obolenskis Nachfolger Nikolai Gerhard zur Abschaffung des feudalistischen Ständeparlaments und zur Einführung einer modernen Demokratie in Finnland.

## Privatleben
Iwan Obolenski war verheiratet mit Alexandra Nikolajewna Topornine. Das Paar hatte drei Söhne und zwei Töchter.